# Maurice Clauzier
Maurice Clauzier est un architecte né à Amillis le 27 juillet 1897 et mort à Reims le 13 mai 1984,.
Il a, entre autres travaux, dirigé la reconstruction de Vitry-le-François, complètement détruite pendant la Seconde Guerre mondiale, et la construction de la chapelle Foujita à Reims.
En 1957, l’architecte Maurice Clauzier divise l'Hôtel Mignot en appartements et y installe son agence.

## Réalisation
- Chapelle Foujita,
- Maison de l'entrepreneur Demay au 30 rue Payen à Reims.